# 29812 Aaronsolomon
29812 Aaronsolomon este un asteroid din centura principală de asteroizi.

## Descriere
29812 Aaronsolomon este un asteroid din centura principală de asteroizi. A fost descoperit pe 12 februarie 1999 la Socorro, New Mexico, în cadrul proiectului LINEAR. Asteroidul prezintă o orbită caracterizată de o semiaxă mare de 2,40 ua, o excentricitate de 0,19 și o înclinație de 5,5° în raport cu ecliptica.